# Твін Пікс (вигадане містечко)

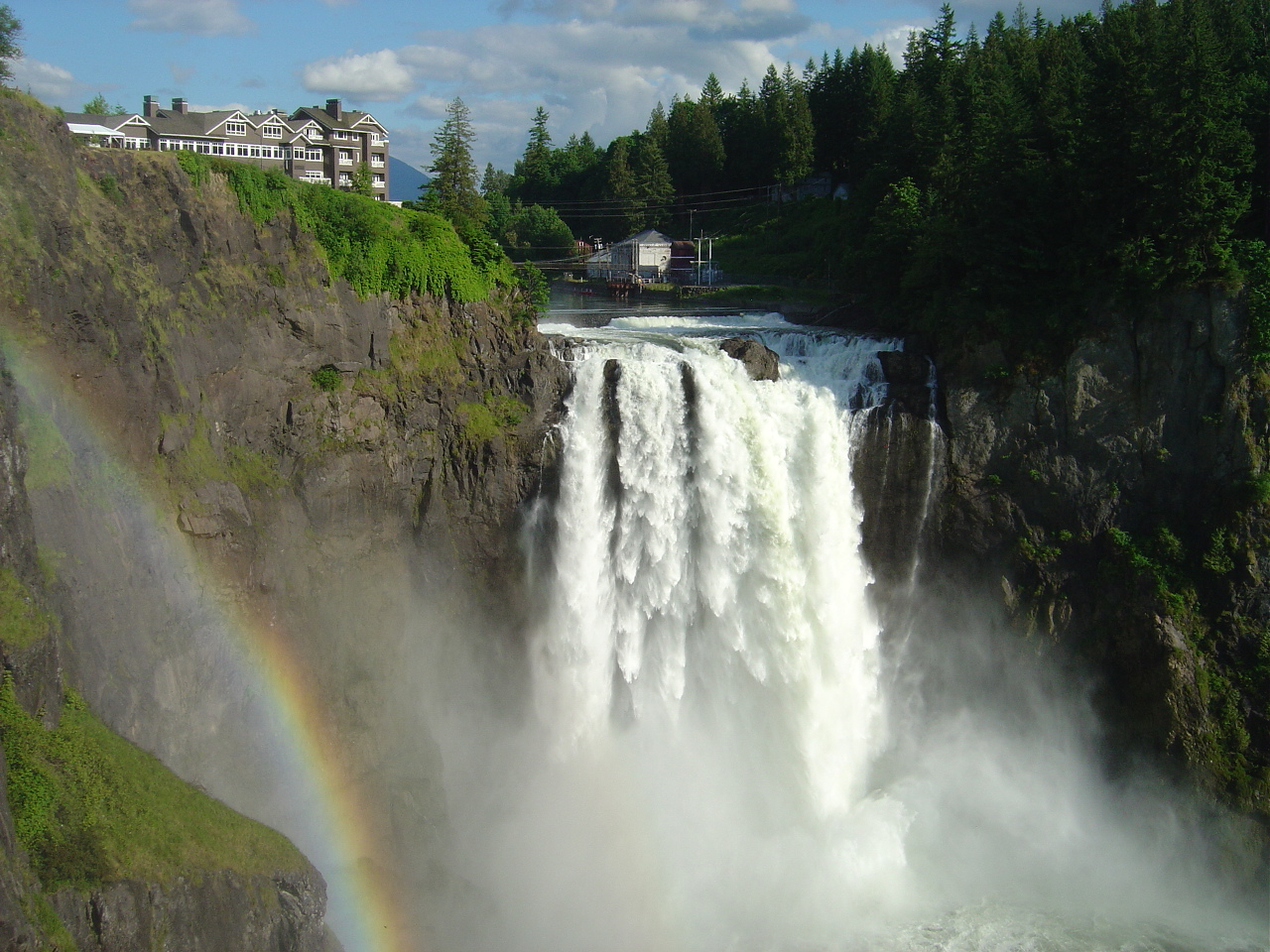
Водоспад Снокволмі та екстер’єр будинку Snoqualmie Falls, що було використано для зйомок готелю Великий Північний. (червень 2008 року)

Твін Пікс — це вигадане містечко у Сполучених Штатах Америку, що розташоване у штаті Вашингтон і є основною локацією подій серіалу Твін Пікс. У серіалі фігурують такі місцеві пам'ятки як готель Великий Північний, кав'ярня Дабл Р, департамент Шерифа, бар Бенг Бенг та Чорний й Білий вігвами.
У пілотному епізоді серіалу спеціальний агент ФБР Дейл Купер стверджує, що місто Твін Пікс знаходиться «в п'яти милях на південь від канадського кордону, та в дванадцяти милях на захід від державної лінії». 
Девід Лінч та Марк Фрост шукали відповідне місце у Снокволмі, штат Вашингтон, за рекомендацією друга Фроста. Саме тут вони знайшли всі необхідні для серіалу локації.  Містечка Снокволмі, Норт-Бенд та Фолл-Сіті стали основними місцями для фільмування екстер'єру, лісову місцевість та природу фільмували в Малібу, Каліфорнія.

## Кав'ярня Дабл Р

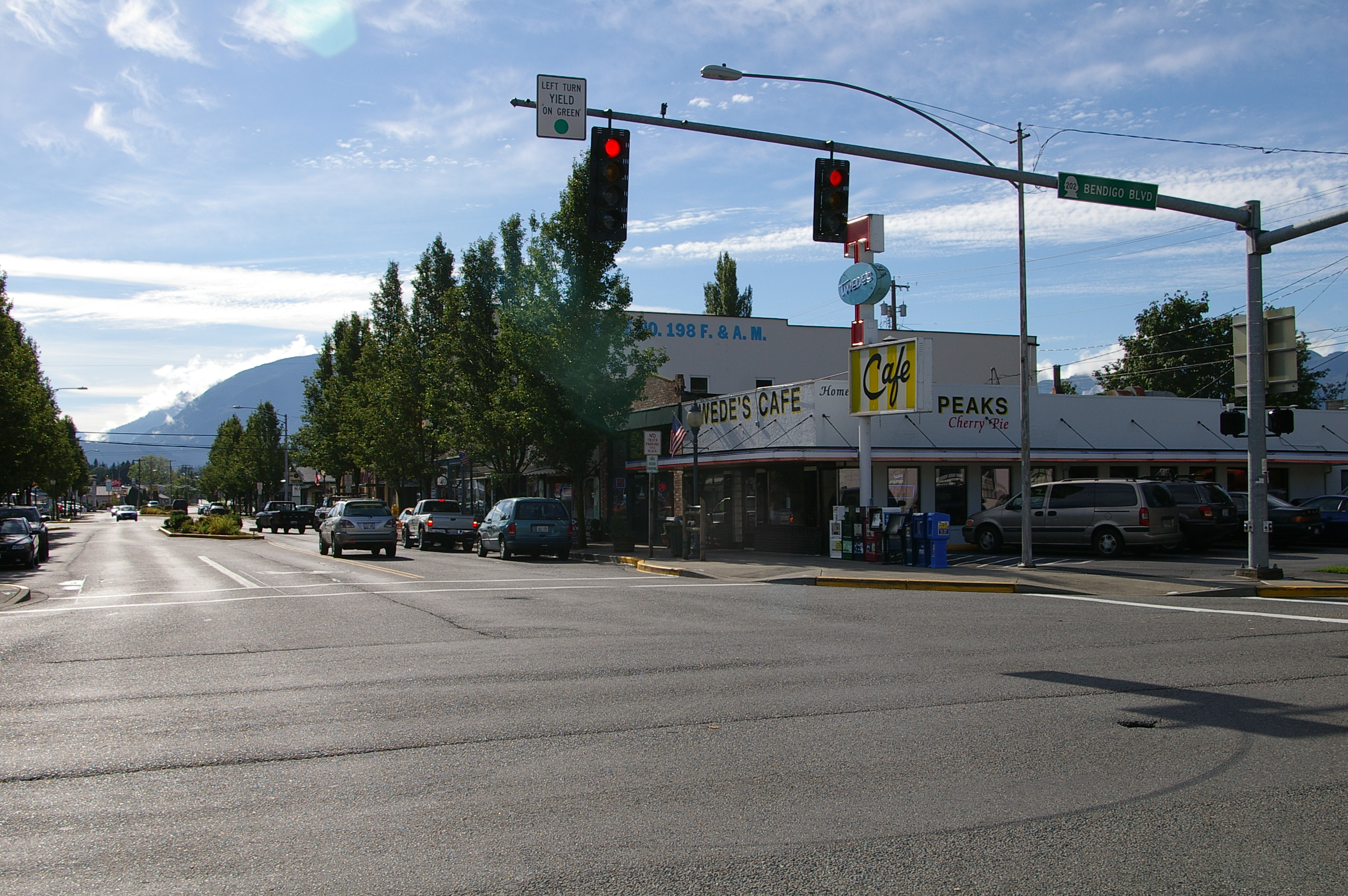
Кав'ярня Твідіс у Норт-Бенді, штат Вашингтон, місце знімання Дабл Р у Твін Пікс

Кав'ярня Дабл Р, яку часто відвідують персонажі серіалу, належить Нормі Дженнінгс, яку зіграла акторка Пеггі Ліптон.  Персонажки «Твін Пікс» Шеллі Джонсон, яку грає акторка Медхен Амік, та Гайді, яку грає Андреа Хейс працюють там офіціантками.
Під час фільмування оригінального серіалу «Твін Пікс» у 1989 році, кафе Mar-T Cafe, що розташоване в Норт-Бенді, штат Вашингтон, використовували як локація Дабл Р. У 1998 році ресторан був проданий Кайлу Твіду ( [twiːdi] TWEE-dee ), який перейменував його на свою честь — кав'ярня Твідіс.
У вересні 2015 року для фільмування третього сезону Твін Пікс (2017 року) , компанія, що займалася виробництвом серіалу, відновила оригінальний інтер’єр кав'ярні Дабл Р у кав'ярні Твідіс. 

## Готель Великий Північний
Дія більшої частини серіалу відбувається у готелі Великий Північний.      Зовнішній вигляд готелю Великий Північний — це Salish Lodge у Снокволмі, штат Вашингтон.  (У 1988 році будівлю було повністю реконструйовано та знову відкрито під назвою Salish Lodge.) 

## Чорний та Білий вігвами
Чорний вігвам — це екстрапростірнa місцевість, яка і має у собі «Червону кімнату». Агент Купер побачив її вперше уві сні, на самому початку серіалу. З плином подій у серіалі стає зрозумілим, що персонажі з Червоної кімнати, Чорного вігваму та Білого вігваму пов’язані між собою.